# Константинос Кавафис
Константѝнос Кава̀фис (на гръцки: Κωνσταντίνος Καβάφης) е гръцки поет с британско гражданство, прекарал по-голямата част от живота си в Египет. Той е слабо известен до смъртта си, а след това скептичната му поезия придобива популярност в литературните кръгове в Гърция и англоговорещите страни.

## Биография
Кавафис е роден на 29 април 1863 г. в Александрия и прекарва там по-голямата част от живота си. Родителите му са гърци, а баща му се занимава с международна търговия, като живее известно време в Англия и получава британско гражданство. След смъртта на баща му през 1870 г. семейството на Кавафис се премества в Ливърпул. Той остава там до 1882 г., когато се завръща в Александрия.
През 1885 г. вълненията в Александрия принуждават Кавафис и семейството му да се преместят за няколко месеца в Константинопол. В Александрия той работи първоначално като журналист, а след това в продължение на 30 години е чиновник в Министерството на обществените строежи в британската администрация на Египет.
Между 1891 и 1904 г. Кавафис разпространява поезията само сред свои приятели, придобивайки известна популярност сред гръцката общност в Александрия. В Гърция става известен след положителна критика, публикувана през 1903 г., но не получава голямо признание, тъй като стилът му е много различен от преобладаващия в Гърция по това време. Едва след поражението на Гърция в Гръцко-турската война новото поколение гръцки поети намира вдъхновение в поезията на Кавафис. През 1924 г. Георгиос Вафопулос заедно с Костас Кокинос оглавява литературното списание „Македоника Грамата“ и дава достъп до списанието на Константинос Кавафис.
Кавафис умира на рождения си ден, 29 април, през 1933 г.

## Преводи на български
На български поезията на Кавафис е популярна основно в преводите на Стефан Гечев и Николай Петков. Освен него преводачи на Кавафис са още Борис Жогов и Константинос Марицас.